# John Newcombe
John David Newcombe (Sydney, 23 de Maio de 1944) é um ex-tenista profissional australiano que foi número 1 do mundo em simples e duplas, vencedor de sete torneios do Grand Slam e membro do International Tennis Hall of Fame desde 1986.

## Grand Slam finais

### Simples: 10 (7 títulos, 3 vices)
| Posição | Ano  | Campeonato               | Piso  | Oponente        | Placar                  |
| Vice    | 1966 | US Open (1/1)            | Grama | Fred Stolle     | 6–4, 10–12, 3–6, 4–6    |
| Campeão | 1967 | Wimbledon                | Grama | Wilhelm Bungert | 6–2, 6–1, 6–1           |
| Campeão | 1967 | U.S. Championships (2/1) | Grama | Clark Graebner  | 6–4, 6–4, 8–6           |
| Vice    | 1969 | Wimbledon                | Grama | Rod Laver       | 4–6, 7–5, 4–6, 4–6      |
| Campeão | 1970 | Wimbledon                | Grama | Ken Rosewall    | 5–7, 6–3, 6–2, 3–6, 6–1 |
| Campeão | 1971 | Wimbledon                | Grama | Stan Smith      | 6–3, 5–7, 2–6, 6–4, 6–4 |
| Campeão | 1973 | Aberto da Austrália      | Grama | Onny Parun      | 6–3, 6–7, 7–5, 6–1      |
| Campeão | 1973 | US Open                  | Grama | Jan Kodeš       | 6–4, 1–6, 4–6, 6–2, 6–3 |
| Campeão | 1975 | Aberto da Austrália      | Grama | Jimmy Connors   | 7–5, 3–6, 6–4, 7–6      |
| Vice    | 1976 | Aberto da Austrália      | Grama | Mark Edmondson  | 7–6, 3–6, 6–7, 1–6      |

### Duplas (21)

#### Vitórias (17)
| Ano  | Campeonato              | Parceiro      | Oponentes                  | Placar                     |
| 1965 | Aberto da Austrália     | Tony Roche    | Roy Emerson Fred Stolle    | 3–6, 4–6, 13–11, 6–3, 6–4  |
| 1965 | Wimbledon               | Tony Roche    | Ken Fletcher Bob Hewitt    | 7–5, 6–3, 6–4              |
| 1966 | Wimbledon (2)           | Ken Fletcher  | Bill Bowrey Owen Davidson  | 6–3, 6–4, 3–6, 6–3         |
| 1967 | Aberto da Austrália (2) | Tony Roche    | Bill Bowrey Owen Davidson  | 3–6, 6–3, 7–5, 6–8, 8–6    |
| 1967 | Roland Garros           | Tony Roche    | Roy Emerson Ken Fletcher   | 6–3, 9–7, 12–10            |
| 1967 | US Open                 | Tony Roche    | Bill Bowrey Owen Davidson  | 6–8, 9–7, 6–3, 6–3         |
| 1968 | Wimbledon (3)           | Tony Roche    | Ken Fletcher Ken Rosewall  | 3–6, 8–6, 5–7, 14–12, 6–3  |
| 1969 | Roland Garros (2)       | Tony Roche    | Roy Emerson Rod Laver      | 4–6, 6–1, 3–6, 6–4, 6–4    |
| 1969 | Wimbledon (4)           | Tony Roche    | Tom Okker Marty Riessen    | 7–5, 11–9, 6–3             |
| 1970 | Wimbledon (5)           | Tony Roche    | Ken Rosewall Fred Stolle   | 10–8, 6–3, 6–1             |
| 1971 | Aberto da Austrália (3) | Tony Roche    | Tom Okker Marty Riessen    | 6–2, 7–6                   |
| 1971 | US Open (2)             | Roger Taylor  | Stan Smith Erik Van Dillen | 6–7, 6–3, 7–6, 4–6, (5-3)* |
| 1973 | Aberto da Austrália (4) | Mal Anderson  | John Alexander Phil Dent   | 6–3, 6–4, 7–6              |
| 1973 | US Open (3)             | Owen Davidson | Rod Laver Ken Rosewall     | 7–5, 2–6, 7–5, 7–5         |
| 1973 | Roland Garros (3)       | Tom Okker     | Jimmy Connors Ilie Năstase | 6–1, 3–6, 6–3, 5–7, 6–4    |
| 1974 | Wimbledon (6)           | Tony Roche    | Bob Lutz Stan Smith        | 8–6, 6–4, 6–4              |
| 1976 | Aberto da Austrália (5) | Tony Roche    | Ross Case Geoff Masters    | 7–6, 6–4                   |

#### Duplas Vice (4)
| Ano  | Campeonato              | Parceiro      | Oponentes                   | Placar                      |
| 1963 | Aberto da Austrália     | Ken Fletcher  | Bob Hewitt Fred Stolle      | 2–6, 6–3, 3–6, 6–3, 3–6     |
| 1964 | Roland Garros           | Tony Roche    | Roy Emerson Ken Fletcher    | 5–7, 3–6, 6–3, 5–7          |
| 1966 | Aberto da Austrália (2) | Tony Roche    | Roy Emerson Fred Stolle     | 9–7, 3–6, 8–6, 12–14, 10–12 |
| 1972 | US Open                 | Owen Davidson | Cliff Drysdale Roger Taylor | 4–6, 6–7, 3–6               |

### Duplas Mistas (3)

#### Vitórias (2)
| Ano  | Campeonato          | Parceira       | Oponentes                  | Placar                                 |
| 1964 | US Championships    | Margaret Court | Judy Tegart Ed Rubinoff    | 10–8, 4–6, 6–3                         |
| 1965 | Aberto da Austrália | Margaret Court | Robyn Ebbern Owen Davidson | Shared championship (Final não jogada) |

#### Duplas Mistas Vice (1)
| Ano  | Campeonato    | Parceira    | Oponentes                   | Placar   |
| 1965 | Roland Garros | Maria Bueno | Margaret Court Ken Fletcher | 4–6, 4–6 |